# Glenognatha australis
Glenognatha australis är en spindelart som först beskrevs av Eugen von Keyserling 1883.  Glenognatha australis ingår i släktet Glenognatha och familjen käkspindlar.
Artens utbredningsområde är Peru. Inga underarter finns listade i Catalogue of Life.